# Jaume Safont
Jaume Safont   (Barcelona, 1420 - 1487) fou un poeta i notari català.

## Biografia

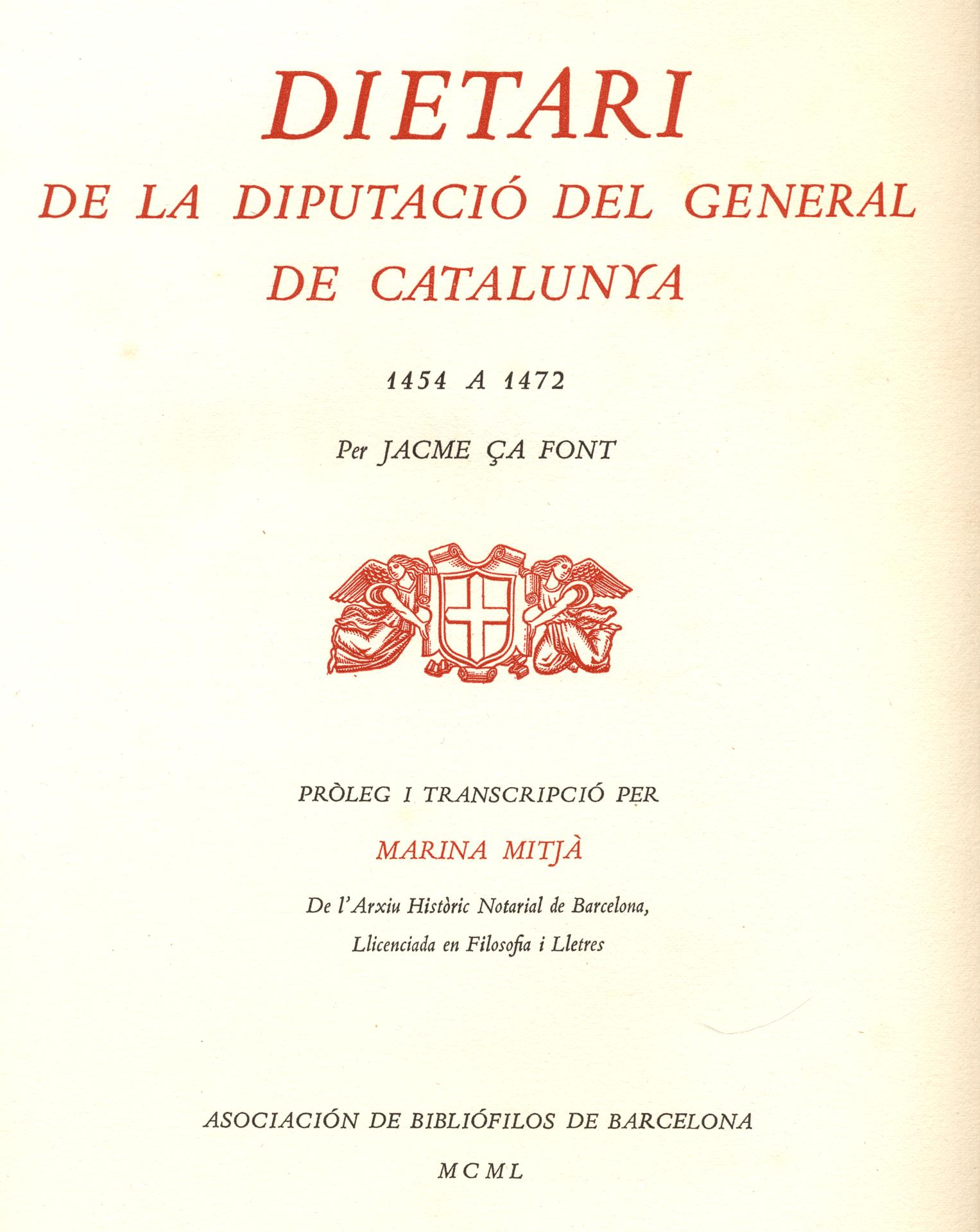
'Dietari de la Diputació del General de Catalunya - 1454 a 1472, edició del 1950

El març del 1436, va ser escrivent del Consell de Cent i des de juliol del 1440 formà part de l'escrivania de la Diputació del General de Catalunya. Fou l'autor material del dietari de la Generalitat entre 1454 i 1472 i, a més, va compilar la informació de la Diputació del General entre 1411 i 1478. El 1462 va ser nomenat procurador amb la missió de controlar els encarregats de recaptar les generalitats.
Políticament era partidari de la Biga i poc simpatitzant amb Alfons el Magnànim. Quan la Busca pujà al poder municipal barceloní de la mà del lloctinent Galceran de Requesens i aplicà mesures proteccionistes el 1456. Les seves anotacions en els dietaris de la Generalitat reflecteixen l'enfrontament que existia entre la Generalitat, majoritàriament bigaire, i el consell municipal amb suport reial.
Durant la Guerra Civil Catalana donà suport al Príncep de Viana, mostrant-se contrari al rei Joan.